# Bóbr (UAV)
UJ-26 Bóbr (ukr. Бобер) – ukraiński bezzałogowy system powietrzny o charakterze amunicji krążącej, produkowany przez koncern Ukroboronprom.

## Historia
Dron powstał na zlecenie ukraińskiego wywiadu wojskowego (HUR) przy udziale funduszy zebranych przez influencera Igora Lachenkowa. Jego pierwsze potwierdzone użycie odbyło się 3 maja 2023 roku, podczas ataku na Moskwę. Prawdopodobnie został on również wykorzystany w późniejszych uderzeniach na to miasto, mających miejsce 30 maja i 24 lipca tego samego roku. 30 lipca drony Bóbr brały udział w udanym ataku na moskiewskie centrum biznesowe IQ-quarter, w którym według strony ukraińskiej miały znajdować się tajne biura rosyjskiego rządu. 

## Opis konstrukcji
Bóbr jest ukraińskim odpowiednikiem powszechnie wykorzystywanego przez Rosjan w czasie inwazji na Ukrainę, irańskiego drona Shahed 136. Został zbudowany według schematu aerodynamicznego kaczki, co umożliwia mu łatwiejszą zmianę wysokości i lepszą manewrowość w powietrzu, a w efekcie zwiększa jego szanse przetrwania w środowisku wrogiej OPL. Dron napędzany jest przez turbośmigłowy silnik spalinowy, znajdujący się w tylnej części kadłuba. Bóbr jest statkiem powietrznym o długości 2,5 metra i rozpiętości skrzydeł wynoszącej 3,5 m. Jego zasięg wynosi 1000 kilometrów, a maksymalny czas lotu to 7 godzin. Dron jest zdolny do przenoszenia do 75 kilogramów uzbrojenia, w tym na przykład głowicy penetracyjnej KZ-6. W lipcu 2023 roku ukraiński fundusz charytatywny im. Serhija Prytuły zamówił za kwotę 200 mln hrywien (ok. 5,4 mln USD) 50 sztuk tego systemu.